# Mistrzostwa Europy w biegu 24-godzinnym 2022
23. Mistrzostwa Europy w biegu 24-godzinnym 2022 – zawody lekkoatletyczne, które odbyły się 17 i 18 września 2022 w Weronie.
Polska drużyna kobiet oraz mężczyzn zdobyła złoty medal, Patrycja Bereznowska złoty medal indywidualnie, Małgorzata Pazda-Pozorska brązowy medal indywidualnie, a w rywalizacji mężczyzn Andrzej Piotrowski srebrny medal indywidualnie oraz ustanowił nowy nieoficjalny rekord Polski w biegu 24-godzinnym.

## Medaliści
|                         | 1. miejsce                                                                             | Rezultat   | 2. miejsce                                                              | Rezultat   | 3. miejsce                                                                                                 | Rezultat   |
| Mężczyźni indywidualnie | Aleksandr Sorokin                                                                      | 319,614 km | Andrzej Piotrowski                                                      | 301,859 km | Marco Visintini                                                                                            | 288,438 km |
| Mężczyźni drużynowo     | Polska 1. Andrzej Piotrowski · 2. Jakub Śleziak · 3. Andrzej Mazur                     | 825,526 km | Litwa 1. Aleksandr Sorokin · 2. Andrius Preibys · 3. Ruslan Seitkalijev | 817,916 km | Hiszpania 1. Ivan Penalba Lopez · 2. Francisco Mariano Morales Martinez · 3. Monforte Nicolas De Las Heras | 800,017 km |
| Kobiety indywidualnie   | Patrycja Bereznowska                                                                   | 256,250 km | Stéphanie Gicquel                                                       | 253,581 km | Małgorzata Pazda-Pozorska                                                                                  | 251,806 km |
| Kobiety drużynowo       | Polska 1. Patrycja Bereznowska · 2. Małgorzata Pazda-Pozorska · 3. Aleksandra Niwińska | 754,822 km | Francja 1. Stéphanie Gicquel · 2. Corine Gruffaz · 3. Claire Bannwarth  | 731,729 km | Niemcy 1. Anne Stephan · 2. Julia Jezek · 3. Nele Alder-Baerens                                            | 719,584 km |

## Reprezentacja Polski

### Mężczyźni
Drużyna mężczyzn zajęła 1. miejsce z wynikiem 825,526 km
| Miejsce | Zawodnik           | Klub                 | Rezultat   |
| 2.      | Andrzej Piotrowski | WKS Wawel Kraków     | 301,859 km |
| 11.     | Jakub Śleziak      | AZS-AWF Katowice     | 264,122 km |
| 16.     | Andrzej Mazur      | KKS SFORA Bojano     | 259,546 km |
| 21.     | Leszek Małyszek    | AZS-AWF Katowice     | 254,969 km |
| 36.     | Krzysztof Brączyk  | MGLKS Grom Więcbork  | 241,808 km |
| 76.     | Rafał Kot          | PKS Gwardia Szczytno | 198,310 km |

### Kobiety
Drużyna kobiet zajęła 1. miejsce z wynikiem 754,822 km
| Miejsce | Zawodniczka               | Klub                 | Rezultat   |
| 1.      | Patrycja Bereznowska      | Wieliszew Heron Team | 256,250 km |
| 3.      | Małgorzata Pazda-Pozorska | AML Słupsk           | 251,806 km |
| 6.      | Aleksandra Niwińska       | LKS Olymp Błonie     | 246,765 km |
| 13.     | Aneta Rajda               | TL Pogoń Ruda Śląska | 234,274 km |
| 19.     | Monika Biegasiewicz       | MKL Szczecin         | 227,435 km |
| 84.     | Anna Skupień              | TL Pogoń Ruda Śląska | 103,833 km |